# CSA Steaua București (baloncesto)
El Steaua CSM EximBank București es un club de baloncesto profesional de Bucarest, Rumania. El club fue fundado en 1952 como parte del CSA Steaua Bucarest y compite en la Liga Națională y en la segunda competición europea, la Eurocup. Disputa sus partidos en la Sala Mihai Viteazul, con capacidad para 2.000 espectadores
El Steaua es uno de los clubes más exitosos del baloncesto rumano y cuenta con 21 títulos de campeón de liga, solo superado por su máximo rival, el Dinamo, con 22.

## Historia
Como parte de una de los mayores clubes deportivos de Rumania, famoso sobre todo por su equipo de fútbol, el club de baloncesto Steaua ha disfrutado mucho del éxito a lo largo de los años, pero también decepciones.
Después de la Revolución rumana, el Baschet Club Steaua Bucureşti fue el primer club de baloncesto en Rumania que pasaba a ser privado. Sin embargo, después de solo unos pocos años se fue a la quiebra y el CSA Steaua solo operó como club juvenil de baloncesto, bajo el nombre de Clubul Sportiv Scolar Steaua Bucureşti.
Muchos de los últimos años ha permanecido en la segunda división. El BC Steaua se fusionó con BC Targoviste en verano de 2009, cambiando así su nombre de nuevo, esta vez a BC Steaua Bucureşti Turabo y se hizo con el puesto del Târgovişte en el campeonato rumano Divizia A. En 2013 se fusionó con CS Municipal Bucureşti, cambiando su nombre a Steaua CSM.

## Posiciones en liga
- 2009 (3-B)
- 2010 (7-A)
- 2011 (4)
- 2012 (DNP)
- 2013 (2-Ligal)
- 2014 (9-Liga Nat)
- 2015 (2)

## Palmarés
- Divizia A
  - Campeón: 21 : (1956, 1958, 1959, 1960, 1961, 1962, 1963, 1964, 1966, 1967, 1978, 1980, 1981, 1982, 1984, 1985, 1986, 1987, 1989, 1990, 1991)

- Juegos Balcánicos
  - Oro: 2
  - Plata: 9
  - Bronce: 10

- Copa de Rumanía
  - Campeón: 2: (1966), (1981)

- Liga I
  - Campeón: 1: (2013)

## Jugadores destacados
| - Sorin Ardelean - Romulus Baciu - Gheorghe Barau - Sebastian Bota - Petre Brănișteanu - Virgil Căpușan - Costel Cernat - Ion Cimpoiaș - Gheorghe Câmpeanu - Mircea Câmpeanu - Mircea Cristescu - Petru Czmor - Mihai Dimancea - Ion Dinescu - Marius Doba - Dorin Dumitru - Mihai Eordogh - Florentin Ermurache - Alexandru Fodor | - Andrei Folbert - Valeriu Gheorghe - Petre Gradișteanu - Paul Helcioiu - Viorel Ion - Cezar Ioneci - Constantin Mircea - Andrei Molnar - Liviu Nagy - Eugen Neagu - Mihai Nedef - Teodor Nedelea - Anton Netolitzchi - Emil Niculescu - Dragoș Nosievici - Armand Novacek - Gheorghe Oczelak - Roman Opsitaru - Alexandru Panaitescu - Constantin Palai | - Horia Păun - Nicolae Pârșu - Dan Poleanu - Andrei Popa - Bogdan Popescu - Mircea Posa - Gheorghe Radu - Bruno Roschnafsky - Alin Savu - Cornel Săftescu - Cătălin Scarlat - Titus Tărău - Ioan Testiban - Constantin Ștefan - Andrei Voinescu - Vasile Zdrenghea - Gregor Hafnar - Jerome Coleman - Arthur Davis - Mike Ekanem | - Terrell Everett - Courtney Fortson - Ashton Gibbs - Jermont Horton - Monty Mack - Greg Mangano - Brian Mills - Anthony Myles - Marque Perry - Dustin Salisbery - Theron Smith - Omni Smith - Ronald Timus - Robert Turner - Jamal Ward - Travis Watson - Alan Wiggins - Garry Gallimore - Robert Nyakundi - Darryl Jackson |

## Entrenadores destacados
| - Constantin Herold - Mihai Nedef - Vasile Popescu - Mircea Câmpeanu - Dumitru Lecca - Mladen Jojić |